# فؤاد الكعبازي
فؤاد الكعبازي (1920-2012) هو سياسي، وأديب، ورسام ليبي. وهو أول وزير للبترول في ليبيا.

## سيرته
- ولد فؤاد حسين الكعبازي في المدينة القديمة في طرابلس، وتولى والده تدريسه، كما درس في كتاتيب المدينة (مدراس تحفيظ القرآن) ثم درس في المدارس الإيطالية.[2]
- من وظائفه الحكومية ناظر الأشغال 1953، ونائب مدير وكالة التنمية والاستقرار 1956، ورئيس مجلس إدارة الإذاعة الليبية 1960.[2]
- اهتم بالتصوير الفوتوغرافي، وبالرسم الساخر (كاريكاتير)،[2] كما صمم مجموعة من الطوابع منها مجموعة حول جسر وادي الكوف.[3]
- أصدر مع الأستاذ محمد العجيلي عام 1946 مجلة باسم «المرآة»، وهي أدبية رياضية فكاهية، تعنى بالرسوم الساخرة لكنها توقفت بعد عشرة أعداد.[2]
- أجاد اللغات الإيطالية، والإنجليزية، والفرنسية، والإسبانية، والتركية، إلى جانب اللغة العربية، وقد كتب الشعر بالإيطالية، والإنجليزية.[2]

## وظائفه السياسية
- أصبح وزير دولة في حكومة محمد عثمان الصيد في أكتوبر 1960، ثم أصبح أول وزير لوزارة البترول بعد إنشاءها، حيث تولاها في 3 مايو 1961 (في عهد الصيد أيضاً)، وفي عهده صدرت ليبيا أول شحنة نفط في أكتوبر 1961، وظل في هذا المنصب حتى يناير 1962.[4]
- عاد للوزارة مرة أخرى في حكومتي محمود المنتصر، وحسين مازق في مارس 1964 حتى أبريل 1967.[5]
- أصبح سفير ليبيا إلى الفاتيكان ما بين 1998-2003.[2]

## من مؤلفاته
- ترجمة معاني القرآن الكريم إلى اللغة الإيطالية.[2]
- «مختارات من الشعر العالمي المعاصر»، دار موندادوري-ميلانو، 1962.[2]
- «قراءات في الشعر العالمي»، منشورات الدار العربية للكتاب 1984.[2]
- «ألحان عربية على أوتار من الغرب»، بيروت، 1967.[2]
- ديوان شعري باللغة الإيطالية بعنوان «ليبيتكو» نال بها جائزة مدينة ريجيو كالابريا للشعر المؤلف من غير الإيطاليين عام 1981.[2]